# Каракойтас
Каракойта́с (каз. Қарақойтас) — село у складі Жарминського району Абайської області Казахстану. Входить до складу Жарминської селищної адміністрації.
Населення — 20 осіб (2021; 65 у 2009, 71 у 1999, 63 у 1989).
Національний склад станом на 1989 рік:
- казахи — 100 %

Станом на 1989 рік село мало статус станційного селища і називалось Каракультас.